# USS Torsk (SS-423)
USS Torsk (SS-423)  là một  tàu ngầm lớp Tench được Hải quân Hoa Kỳ chế tạo vào giai đoạn cuối Chiến tranh Thế giới thứ hai. Nó là chiếc tàu chiến duy nhất của Hải quân Hoa Kỳ được đặt cái tên này, theo tên một loài thuộc họ Cá tuyết sông. Nhập biên chế năm 1944, nó đã phục vụ trong giai đoạn sau cùng của Thế Chiến II, thực hiện được hai chuyến tuần tra và đánh chìm ba tàu đối phương với tổng tải trọng 2.473 tấn, trong đó có con tàu Nhật Bản cuối cùng bị Hải quân Hoa Kỳ đánh chìm trong cuộc xung đột trước khi Nhật Bản đầu hàng. Sau khi được nâng cấp trong Chương trình Ống hơi Hạm đội và tiếp tục phục vụ trong giai đoạn Chiến tranh Lạnh, Torsk được cho xuất biên chế vào năm 1968 và rút đăng bạ năm 1971, nhưng được giữ lại bảo tồn như một tàu bảo tàng tại Baltimore, Maryland. Torsk được tặng thưởng hai Ngôi sao Chiến trận do thành tích phục vụ trong Thế Chiến II. 

## Thiết kế và chế tạo

### Thiết kế
Lớp tàu ngầm Tench là sự cải tiến tiếp theo của các lớp tàu ngầm hạm đội   Balao và   Gato, vốn đã chứng minh thành công trong hoạt động chống Nhật Bản tại Mặt trận Thái Bình Dương. Lớp tàu này, tích lũy những kinh nghiệm trong giai đoạn đầu của cuộc xung đột, là lớp tàu ngầm cuối cùng được Hải quân Hoa Kỳ chế tạo trong chiến tranh.
Những chiếc lớp Tench có chiều dài 311 ft 9 in (95,02 m), mạn tàu rộng 27 ft 4 in (8,33 m) và mớn nước tối đa 17 ft (5,2 m), có trọng lượng choán nước 1.570 tấn Anh (1.600 t) khi nổi và 2.414 tấn Anh (2.453 t) khi lặn. Chúng trang bị bốn động cơ diesel Fairbanks-Morse 38D8-⅛ 10-xy lanh chuyển động đối xứng, dẫn động máy phát điện để cung cấp điện năng cho hai động cơ điện, đạt được công suất 5.400 shp (4.000 kW) cho phép di chuyển với tốc độ tối đa 20,25 hải lý trên giờ (37,50 km/h) khi nổi. Khi hoạt động ngầm dưới nước, chúng được cung cấp điện từ hai dàn ắc-quy Sargo 126-cell để vận hành hai động cơ điện General Electric lõi kép tốc độ chậm, có công suất 2.740 shp (2.040 kW) và đạt tốc độ tối đa 8,75 kn (16,21 km/h). Tầm xa hoạt động là 16.000 hải lý (30.000 km) khi đi trên mặt nước ở tốc độ 10 kn (19 km/h) và có thể hoạt động kéo dài đến 75 ngày; tuy nhiên khả năng hoạt động ngầm bị giới hạn bởi dung lượng điện ắc-quy, sẽ cạn trong 48 giờ khi di chuyển với tốc độ 2 kn (3,7 km/h). Chiếc tàu ngầm mang theo tiếp liệu đủ cho mười sĩ quan và 71 thủy thủ trong 75 ngày.
Lớp Tench được trang bị mười ống phóng ngư lôi 21 in (530 mm), gồm sáu ống trước mũi và bốn ống phía đuôi tàu, và mang theo tổng cộng 28 quả ngư lôi. Vũ khí trên boong tàu gồm một hải pháo 5 inch/25 caliber, một khẩu pháo phòng không Bofors 40 mm nòng đơn và một khẩu đội Oerlikon 20 mm nòng đôi, kèm theo hai súng máy .50 caliber.

### Chế tạo
Torsk được đặt hàng vào ngày 22 tháng 2, 1943 và được đặt lườn tại Xưởng hải quân Portsmouth ở  Kittery, Maine vào ngày 7 tháng 6, 1944. Nó được hạ thủy vào ngày 6 tháng 9, 1944, được đỡ đầu bởi bà Allen B. Reed, và được cho nhập biên chế cùng Hải quân Hoa Kỳ vào ngày 16 tháng 12, 1944 dưới quyền chỉ huy của Hạm trưởng, Trung tá Hải quân Bafford E. Lewellen.

## Lịch sử hoạt động

### Thế Chiến II

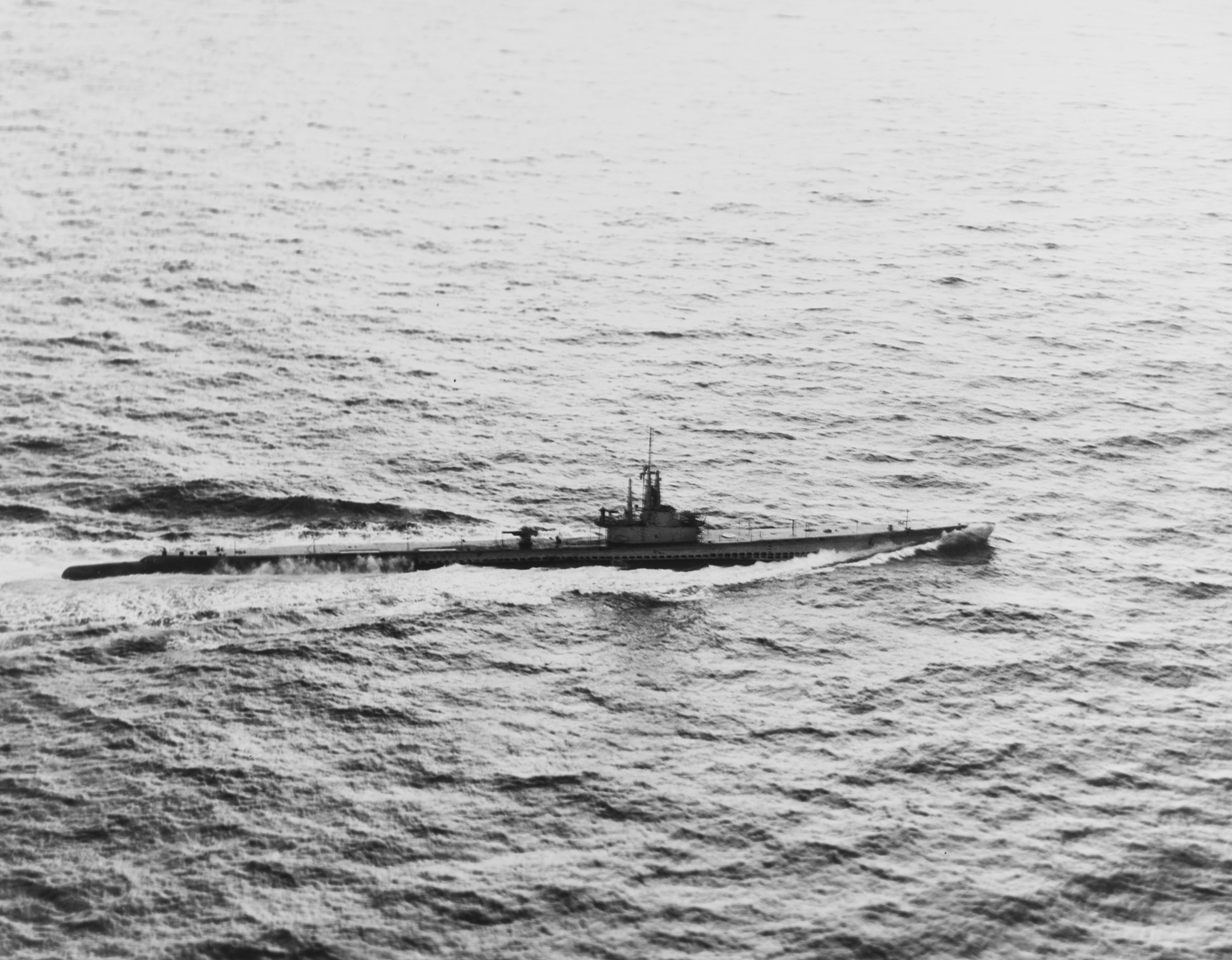
Torsk (SS-423) đang trên đường đi, ngày 16 tháng 2 năm 1945

Sau khi hoàn tất việc chạy thử máy huấn luyện tại vùng biển ngoài khơi New London, Connecticut, Torsk khởi hành từ Căn cứ Tàu ngầm Hải quân New London vào ngày 11 tháng 2, 1945 để đi sang vùng kênh đào Panama ngang qua Port Everglades, Florida, đến nơi vào ngày 25 tháng 2. Sau một giai đoạn huấn luyện, nó lại lên đường vào ngày 6 tháng 3 để đi sang khu vực Thái Bình Dương, và đi đến Trân Châu Cảng vào ngày 23 tháng 3. Chiếc tàu ngầm tiếp tục huấn luyện tại vùng biển quần đảo Hawaii.

#### Chuyến tuần tra thứ nhất
Torsk xuất phát từ Trân Châu Cảng vào ngày 16 tháng 4 cho chuyến tuần tra đầu tiên trong chiến tranh, ghé đến để tiếp thêm nhiên liệu trước khi tiếp tục hành trình để hoạt động ở khu vực eo biển Kii, đến nơi vào ngày 11 tháng 5. Tại đây nó làm nhiệm vụ tìm kiếm và giải cứu các đội bay Hoa Kỳ bị bắn rơi trong các chiến dịch không kích xuống các đảo chính quốc Nhật Bản, nhưng khôngcó máy bay nào bị rơi trong ngày hôm đó. Sau đó chiếc tàu ngầm di chuyển lên phía bờ biển Tây Bắc Honshū, đến nơi hai ngày sau đó. Trong các ngày 14 và 15 tháng 5, nó bắt liên lạc với bầy sói đang hoạt động trong khu vực, rồi tham gia cùng các tàu ngầm Sand Lance (SS-381) và Cero (SS-225) để hoạt động tuần tra dọc bờ biển Honshū, nhưng không bắt gặp tàu bè Nhật Bản nào. 
Tại khu vực giữa Honshū và Hokkaido, Torsk đụng độ một tàu rải mìn ven biển Nhật Bản vào ngày 2 tháng 6. Torsk phóng một loạt sáu quả ngư lôi tấn công, nhưng đối thủ đã né tránh được, buộc chiếc tàu ngầm phải lặn xuống nhằm đề phòng bị phản công, nhưng đã không xảy ra. Hai ngày sau đó, nó bắt gặp một tàu chở hàng khoảng 700 tấn, và đã phóng bốn quả ngư lôi tấn công, nhưng vẫn không trúng đích. Nó rời khu vực tuần tra vào ngày 5 tháng 6 để quay trở về căn cứ, đi đến Midway vào ngày 11 tháng 6, rồi tiếp tục hướng sang phía Đông, về đến Trân Châu Cảng vào ngày 16 tháng 6.

#### Chuyến tuần tra thứ hai
Sau khi được tái trang bị, Torsk lên đường vào ngày 17 tháng 7 cho chuyến tuần tra thứ hai, tiếp tục ghé đến Guam trong các ngày 1 và 2 tháng 8 trước khi đi sang khu vực tuần tra trong biển Nhật Bản. Con tàu đã băng qua các bãi thủy lôi tại eo biển Tsushima vào ngày 10 tháng 8, rồi sang ngày hôm sau đã cứu vớt và bắt giữ làm tù binh chiến tranh bảy thủy thủ từ tàu chở hàng Koue Maru, vốn đã bị đánh chìm bốn ngày trước đó. Đang khi tuần tra ngoài khơi đảo Dōgojima vào sáng ngày 12 tháng 8, nó phóng ngư lôi đánh chìm một tàu chở hàng nhỏ, và thêm một chiếc khác vào ngày hôm sau. Nó cũng phóng ngư lôi tấn công một tàu chở hàng khác trong vịnh Wakasa nhưng quả ngư lôi đã bị trượt.
Vào ngày 14 tháng 8, ngoài khơi mũi Amarube thuộc tỉnh Hyōgo, Torsk bắt gặp một tàu chở hàng được tàu phòng thủ ven biển Kaibōkan 47 (745 tấn) hộ tống. Đến 10 giờ 35 phút, chiếc tàu ngầm phóng một quả ngư lôi dò âm thử nghiệm kiểu mới Mark 28 nhắm vào chiếc Kaibōkan. Quả ngư lôi trúng đích khiến chiếc Kaibōkan bị thủng một lổ lớn phía đuôi tàu, lật nghiêng 30 độ và nhanh chóng bị đắm tại tọa độ 35°44′B 134°38′Đ / 35,733°B 134,633°Đ. Torsk tiếp tục phóng ngư lôi tấn công chiếc tàu chở hàng đang đi vào cảng, nhưng không trúng đích, có thể do ngư lôi trúng phải rạn san hô ngầm không thể hiện trên hải đồ.
Đến khoảng 12 giờ 00, chiếc Kaibōkan 13 đi đến khu vực với ý định truy tìm chiếc tàu ngầm. Torsk phóng một quả ngư lôi Mark 28 thứ hai nhắm vào đối thủ trước khi lặn xuống ẩn nấp đề phòng đối phương thả mìn sâu. Sau khi lặn đến độ sâu 400 ft (120 m), nó phóng thêm một quả ngư lôi Mark 27, một kiểu ngư lôi dò âm thụ động. Ngay sau đó, nó nghe thấy một vụ nổ lớn khi quả ngư lôi Mark 28 đánh trúng mục tiêu, rồi một phút sau đó lại có thêm vụ nổ thứ hai khi quả ngư lôi Mark 27 cũng trúng đích. Kaibōkan 13 trở thành tàu chiến Nhật Bản cuối cùng bị đánh chìm trong Thế Chiến II, tại tọa độ 35°41′B 134°38′Đ / 35,683°B 134,633°Đ, khi Nhật Bản chấp nhận đầu hàng vào ngày hôm sau 15 tháng 8.
Sau đó nhiều tàu chiến đi đến hiện trường cùng với một máy bay tuần tra, buộc Torsk phải lặn ẩn nấp dưới nước trong hơn bảy giờ, trước khi trở lên mặt nước và hướng đến bán đảo Noto. Sau khi nhận được tin cuộc xung đột đã chấm dứt vào ngày hôm sau, chiếc tàu ngầm tiếp tục tuần tra trong biển Nhật Bản, trinh sát các căn cứ Nhật Bản và phá hủy các quả thủy lôi trôi nổi trên biển mà nó bắt gặp. Nó rời khu vực vào ngày 1 tháng 9 để quay trở về quần đảo Mariana, băng qua eo biển Tsushima hai ngày sau đó, và về đến Guam vào ngày 9 tháng 9. Chiếc tàu ngầm tiếp tục hành trình vào ngày hôm sau để quay trở về Hoa Kỳ, đi ngang qua Trân Châu Cảng và kênh đào Panama để đi sang vùng bờ Đông, và cuối cùng về đến New London, Connecticut vào giữa tháng 10.

## Phần thưởng
Torsk được tặng thưởng hai Ngôi sao Chiến trận do thành tích phục vụ trong Thế Chiến II. Nó được ghi công đã đánh chìm ba tàu Nhật Bản với tổng tải trọng 2.473 tấn.
|                           |  |  |
| Bronze star · Bronze star |  |  |

| Dãi băng Hoạt động Tác chiến                                            | Dãi băng Hoạt động Tác chiến         | Huân chương Chiến dịch Hoa Kỳ        | Huân chương Chiến dịch Hoa Kỳ         |
| Huân chương Chiến dịch Châu Á-Thái Bình Dương với 2 Ngôi sao Chiến trận | Huân chương Chiến thắng Thế Chiến II | Huân chương Chiến thắng Thế Chiến II | Huân chương Phục vụ Phòng vệ Quốc gia |